# Long Distance Runaround
«Long Distance Runaround» es una canción del grupo de rock progresivo Yes. 
Fue grabada por primera vez para el álbum de 1971 Fragile. Escrita por el cantante Jon Anderson, la canción fue lanzada también como cara B de «Roundabout», pero se convirtió en un éxito sorpresa en sí misma como un elemento básico del álbum orientado a la radio de rock. 
Con su duración de 3:30, la canción por sí sola resultaba inusitadamente breve. Sin embargo, dado que enlaza con The Fish (Schindleria Praematurus), se pueden considerar una y otra como una obra única de una duración de 6:09.
Supuestamente, Jon Anderson escribió la letra de esta canción recordando sus encuentros juveniles con la hipocresía religiosa y con la competitividad durante la asistencia regular a la iglesia en el norte de Inglaterra. «Mucho tiempo / esperando a sentir el sonido» expresaba las ganas de ver un verdadero y compasivo ejemplo de piedad, en lugar de amenazante. 

## Características musicales
La canción está en la tonalidad de Re mayor. Es polirrítmica, a pesar de estar en compás de 4/4.